# Rivière Palmarolle
Rivière Palmarolle är ett vattendrag i Kanada.   Det ligger i provinsen Québec, i den sydöstra delen av landet, 400 km nordväst om huvudstaden Ottawa.
Omgivningarna runt Rivière Palmarolle är en mosaik av jordbruksmark och naturlig växtlighet. Runt Rivière Palmarolle är det mycket glesbefolkat, med 5 invånare per kvadratkilometer.